# Paničari
Paničari är en ort i Nordmakedonien. Den ligger i den nordvästra delen av landet, 19 kilometer väster om huvudstaden Skopjes centrum. Paničari ligger 515 meter över havet och antalet invånare är 292.